# Tunnvalv

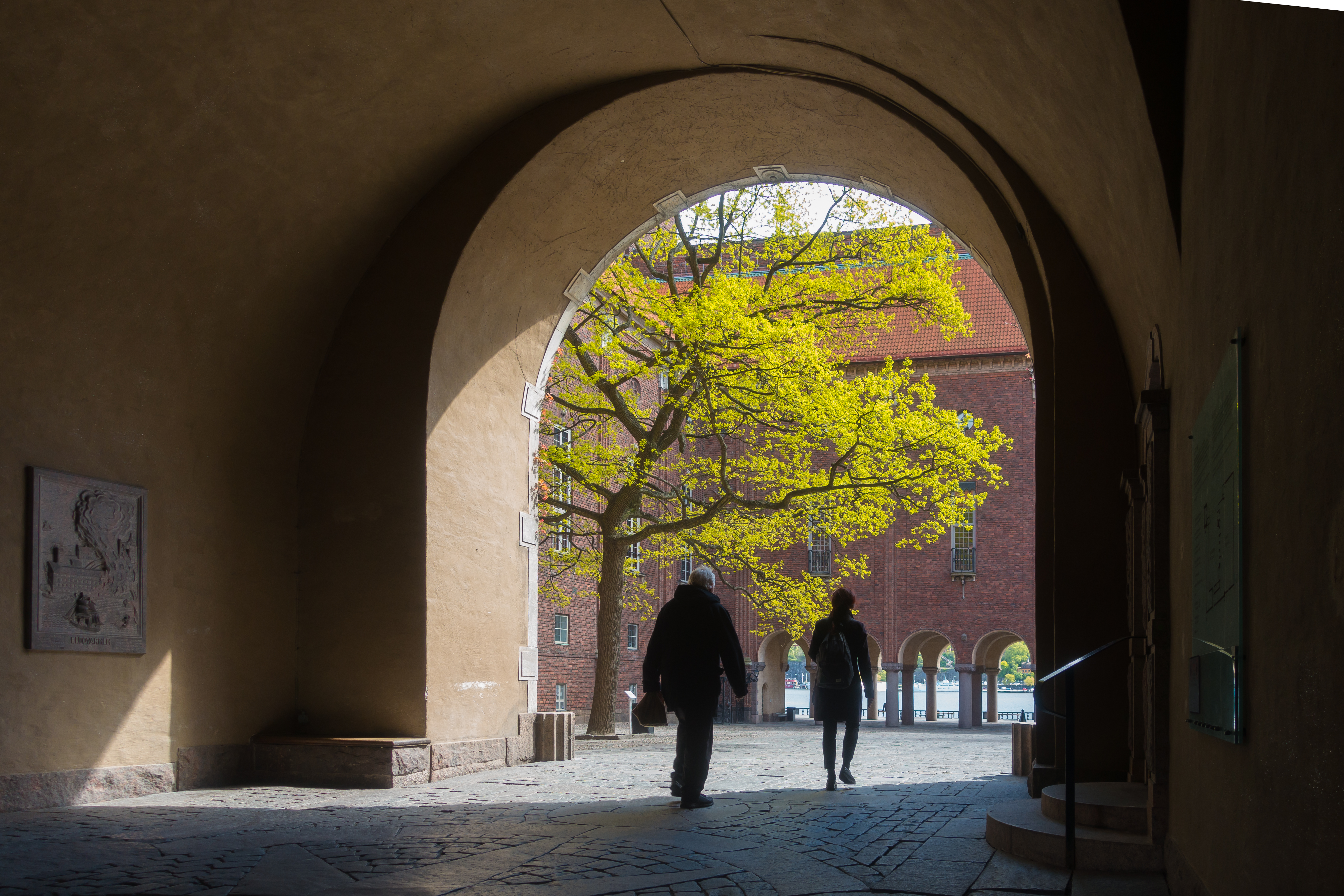
Romansk valvbåge i huvudentrén till Stockholms stadshus.

Ett tunnvalv är ett valv med formen av en halv cylinder.
Tunnvalv kan även ha ellipsformade tvärsektioner.